# Белая стрела
«Бе́лая стрела́» — согласно распространённой в 1990-е годы в России городской легенде, якобы специально организованная и подготовленная законспирированная правительственная спецслужба по борьбе с преступностью. Считается, что в её состав входили бывшие и действовавшие сотрудники МВД и спецназа, имевшие «лицензию на убийство» особо опасных уголовных авторитетов и лидеров орудовавших в России организованных преступных группировок (ОПГ), в отношении которых привлечение к уголовной ответственности законными методами не представлялось возможным.
Под названием «Белая стрела» прессе и общественности наиболее известна группа сотрудников правоохранительных органов Смоленской области, против которых в 1998 году было возбуждено уголовное дело на основании заявлений криминального авторитета Тиграна Петросяна. Последний опасался за свою жизнь в связи с гибелью ряда его сообщников от рук неизвестных, коими он и считал сотрудников смоленской милиции. Дело было закрыто в 2000 году, поскольку показания Петросяна и многих других были признаны ложными, полученными под пытками и угрозами. Сам Петросян, пытаясь спастись от возможной расправы за дачу ложных показаний и фабрикацию дела, сменил место жительства и имя, но был убит в том же году.
Несмотря на отсутствие официальных доказательств существования организации и многочисленные опровержения со стороны силовых структур и служб безопасности, в российском обществе легенду считают основанной на подлинных фактах громких убийств криминальных авторитетов, совершённых в 1990-е годы, и не исключают существование реальной спецслужбы, занимающейся подобной деятельностью.

## Происхождение мифа
Слухи о существовании в России секретных государственных служб, которые совершают расправу над преступниками, не представшими перед судом, восходят к XIX веку. Одной из первых называли тайную монархическую организацию «Священная дружина». Её членом был С. Ю. Витте, называвший её «Святой дружиной». «Дружина» включала в себя сеть осведомителей и агентов-провокаторов, которые помогали бороться против революционного террора. Ещё одну организацию, представляющую собой группу «народных мстителей», считают причастной к убийству Николая «Сабана» Сафонова, главаря орудовавшей в Москве банды (официально считается, что в местечке Лебедянь над ним учинили расправу соседи, узнавшие о его делах — незадолго до этого в январе 1919 года банда Сафонова совершила убийство 16 постовых в Москве).
В СССР борьба против преступности официально велась в соответствии с законами «О милиции», «О госбезопасности» и «Об оперативно-розыскной деятельности», однако председателю КГБ СССР Ю. В. Андропову приписывали создание подразделений, которые занимались ликвидацией лидеров преступных группировок и прочих банд по специально разработанной программе в обход уголовно-процессуальных норм — ими якобы были подразделения «В» и «С» Седьмого управления КГБ СССР, чьи сотрудники обучались владению стрелковым и холодным оружием, изучали боевые искусства, а также множество спецдисциплин (в том числе установка и приведение в действие СВУ, проведение допросов и т. д.). По другой версии, «Белая стрела» была создана по аналогу эскадронов смерти латиноамериканских стран, в которых у власти стояли убеждённые антикоммунисты или сторонники проамериканского внешнеполитического курса в годы Холодной войны. Эскадроны смерти устраняли не столько крупных криминальных деятелей, сколько политических противников, не признававших консервативный строй (жертвами были преимущественно представители левой оппозиции и их сторонники из числа обычных граждан). Редким исключением из этого правила считалась Бразилия: в Рио-де-Жанейро эскадроны и бригады, составленные из полицейских, занимались ликвидацией наркоторговцев, уличных грабителей и сутенёров, пытаясь силовыми методами обезглавить организованную преступность. Однако делалось это чаще по заказу богатых лиц, а в результате перестрелок нередко гибли и мирные граждане.
В связи с изменением структуры преступности и проявлением её организационных форм, а также в связи с необходимостью обеспечивать защиту участников уголовного процесса (потерпевших, свидетелей) и их родственников от преступных посягательств 18 апреля 1991 года в силу вступил Закон РСФСР «О милиции». Уже после распада СССР 13 марта 1992 года был принят Закон Российской Федерации № 2506-1 «Об оперативно-розыскной деятельности в Российской Федерации»; новый закон под тем же названием с рядом поправок был принят 12 августа 1995 года. 
Громкие уголовные дела в начале и середине «лихих 90-х» (в период пика разгула организованной преступности в России), связанные с убийствами и загадочными исчезновениями лидеров преступного мира — уголовных авторитетов и воров в законе — послужили поводом к появлению слухов о существовании «Белой стрелы». Среди жертв были те, кто каким-то образом либо избежал уголовной ответственности, либо отделался относительно мягким приговором, поскольку обычно осуждались только исполнители или подручные, но не заказчики. Основной версией убийств и похищений этих лиц был «передел» территории между группировками, однако выдвигалась версия и о причастности спецгруппы сотрудников правоохранительных органов, которая решила бороться против преступников их же методами. Образ «Белой стрелы» романтизировался: её членам приписывалось желание восстановления закона и порядка в связи с тем, что на фоне политических и экономических потрясений в России привлечь преступников по закону к суду не удавалось. Отсюда у представителей силовых структур остался только один выход — ликвидировать преступников без предварительного суда и следствия. Пресса также утверждает, что с организацией сотрудничали бывшие преступники по разным мотивам, однако никто из утверждавших о существовании группы не смог назвать конкретных имён кого-то из членов или руководителей группы.

## Несостоявшиеся попытки реализации

### Российский легион
В 1996 году Секретарь Совета Безопасности Российской Федерации генерал Александр Лебедь одним из первых предпринял попытку создать подразделение, которое занималось бы ликвидацией криминальных авторитетов и лидеров ОПГ, в составе правоохранительных органов и вооружённых сил России. Лебедь представил политическому руководству страны документ «Справка. О необходимости создания специального воинского формирования „Российского легиона“», в котором излагалась идея формирования численностью 50 тысяч человек на базе вооружённых сил и внутренних войск. Лебедь предполагал, что в составе этого «Легиона» будут служить бойцы спецподразделения «Альфа», спецназа Главного управления Генерального штаба ВС РФ, ВДВ РФ, а также сотрудники МВД РФ и ФСБ. По проекту Лебедя легион должен был «реализовывать агентурную информацию» ФСБ, ГРУ, ФАПСИ с целью «локализации политической и военной конфронтации, ликвидации лидеров политических, сепаратистских и иных организаций, деятельность которых будет нести угрозу нацбезопасности». В первую очередь подразумевалось участие легиона в подавлении очагов сопротивления со стороны исламских террористов на Северном Кавказе. В легион планировалось приглашать также иностранцев — граждан Союзной Республики Югославия и Боснии и Герцеговины (а именно жителей Республики Сербской, участвовавших в войнах в Хорватии и Боснии и Герцеговине) и представителей армянской диаспоры как лиц, «на себе испытавшие притеснения турок и освобождённых только благодаря России».
Однако предложение Лебедя осталось без ответа, а глава МВД Анатолий Куликов открыто обвинил Лебедя в попытке использовать легион для организации государственного переворота и последующего прихода к власти. По словам Куликова, Лебедь собирался вместо использования «Легиона» для проведения операций в Чечне просто создать собственное «карманное войско», а когда было дано отрицательное заключение на его предложение, то попытался добиться переподчинения Совету безопасности всех воинских частей, несших службу на территории Чечни, но и эта идея не нашла поддержки. Считается, что в совокупности с подписанием Хасавюртовских соглашений инициатива Лебедя о создании «Российского легиона» привела к его отставке 17 октября 1996 года. По версии Дэвида Хоффманна, поддерживавший Ельцина на президентских выборах Лебедь стал чаще критиковать президента после Хасавюртовских соглашений, и Ельцин, опасаясь роста популярности Лебедя, добился отправки генерала в отставку с помощью телеканала НТВ. В эфире канала были показаны кадры полуторагодичной давности с марша ультраправого националистического движения в Санкт-Петербурге, которое, по мнению НТВ, якобы являлось маршем движения сторонников Лебедя, известного под названием «Русский легион».

### Управление по разработке преступных организаций
18 ноября 1998 года на специальной пресс-конференции несколько сотрудников ФСБ во главе с подполковником Александром Литвиненко заявили, что два года тому назад по распоряжению властей Российской Федерации было образовано Управление по разработке преступных организаций (УРПО), формально заявлявшее свою цель как борьбу против организованной преступности. Его численность, по некоторым данным, составляла 150 человек, а руководителем УРПО был генерал-лейтенант ФСБ Евгений Хохольков, участвовавший в разработке операции по ликвидации Джохара Дудаева. Информация о деятельности УРПО была строго засекречена, однако позже её предали огласке: Литвиненко раскрыл информацию об УРПО и заявил, что она намеревалась ликвидировать Бориса Березовского. Литвиненко работал в 7-м отделе, который, по его словам, должен был заниматься «внесудебными расправами» над криминальными авторитетами и действовать не менее эффективно, чем части Вооружённых сил РФ в Чечне.
Раскрывших информацию сотрудников Александра Литвиненко, Константина Латышонка и Андрея Понькина уволили, а против Михаила Трепашкина позже возбудили уголовное дело за разглашение государственной тайны и незаконное хранение патронов. Другой сотрудник, Виктор Шебалин, вынужден был отказаться от своих заявлений. В дальнейшем эмигрировавший Литвиненко раскритиковал деятельность УРПО в книге «Лубянская преступная группировка», утверждая, что Управление собиралось бороться не столько против преступности, сколько против неугодных спецслужбам и властям лиц. В 2007 году в «Новой газете» появился текст документа, который подавался как некая инструкция для сотрудников УРПО и был подписан полковником милиции, одним из руководителей ГУБОП МВД РФ, Героем России Сергеем Селивёрстовым; сам Селивёрстов опроверг слухи о подписи, но не отрицал подлинность документа, осудив его публикацию как раскрытие государственной тайны.

### Союз советских чекистов
В 1990-е годы полковник ГРУ в отставке Артур Тарасов организовал в Севастополе съезд бывших генералов Вооружённых сил, КГБ и МВД СССР (около 19 человек) и создал общественную организацию «Союз советских чекистов», которая намеревалась создать вооружённый отряд численностью 100 человек для борьбы против преступности. Тарасов пытался получить средства на создание и содержание отряда от Правительства Украины и даже некоторых воров в законе.

## Приписываемые акции
Пресса приписывала «Белой стреле» ликвидацию особо опасных преступников, полагая, что исполнители убийств были членами тайной организации, включавшей в себя военных и силовиков. Ряд этих убийств позже был раскрыт: виновными чаще признавались уже известные общественности ОПГ, в составе которых действительно были бывшие военнослужащие и милиционеры (пример — Шатурская ОПГ), чем и обосновывались все слухи о возможном существовании подобного спецподразделения. Вопрос стоял настолько остро, что руководители подразделений криминальной милиции, представители ФСБ и заместители министра внутренних дел РФ вынуждены были официально опровергать факты существования подразделений или отрядов, имевших какую-либо «лицензию на убийство».
- По одной версии, череда убийств, приписываемых «Белой стреле», началась с гибели лидера Бауманской ОПГ Валерия «Глобуса» Длугача в ночь с 10 на 11 апреля 1993 года — он был застрелен на ночной дискотеке «У ЛиСа» из снайперской винтовки известным киллером Александром Солоником[10][22]. По наиболее вероятной версии, заказчиком убийства являлся Сергей «Сильвестр» Тимофеев, конфликтовавший с Длугачем по поводу ночного клуба «Арлекино»[22]; также рассматривалась версия о разборках, связанных с нефтяным бизнесом[23]. Первоначальная версия о причастности спецслужб к убийству «Глобуса» была обоснована тем, что в войне славянских и кавказских преступных группировок Длугач поддержал последних, хотя после ликвидации «Глобуса» расстановка сил в этой войне и положение дел в целом не изменились[22]. Солонику позже инкриминировали ликвидацию Виктора «Калины» Никифорова и Валерия «Бобона» Виннера, которую списывали также на действия спецслужб[6][18][24]. Некоторые лица утверждают, что Солоник действительно был членом «Белой стрелы» или, как минимум, работал на спецслужбы РФ, и только этим возможно объяснить факт побега Солоника в 1995 году из Девятого корпуса «Матросской тишины», куда он попал после бойни на Петровско-Разумовском рынке (четверо убиты, трое стали инвалидами)[22]. Предполагается, что бежать Солонику помогли не только конвоир Меньшиков, которого традиционно считают виновником побега, но и иные сотрудники изолятора, отключившие все системы наблюдения и сигнализации. Солоник в прошлом был сотрудником милиции, откуда его уволили в 1985 году по обвинению в изнасиловании[22]. Убийство Солоника в 1997 году Александром Пустоваловым по кличке «Саша Солдат» (осуждён в 2005 году)[18] также списывают на связи Солоника с силовыми структурами, поскольку криминальное подполье якобы сочло действия Солоника актом предательства[5], однако эта версия подвергается критике в связи с тем, что «кровники» Длугача могли бы это сделать намного раньше в Москве[1].
- По другой версии, пресса стала приписывать убийства криминальных авторитетов мифической группировке «Белая стрела» после того, как 5 апреля 1994 года у Краснопресненских бань[22] был застрелен криминальный авторитет Отари Квантришвили[21]. В качестве одной из первых версий рассматривалась причастность военных и силовиков, объединение которых и называли негласно «Белой стрелой»[10]. Согласно свидетельским показаниям Ивана Воронцова, вице-премьер правительства России Александр Шохин и его брат Геннадий, занимавший должность директора АО «Партнёр», были заказчиками убийства Квантришвили, с которым у них был конфликт из-за денег. В январе—феврале 1993 года они якобы сообщили Воронцову, что намерены создать информационно-аналитический центр в качестве прикрытия для группы профессиональных военных, которые будут заниматься физическим устранением определённых лиц. Однако обвинения против Шохиных развалились после того, как Воронцова признали невменяемым по результатам психиатрической экспертизы — ситуацию усугубило то, что Воронцов проходил обвиняемым по уголовному делу о мошенничестве с участием некоего Федерального сыскного бюро России. Позже в причастности Шохиных к убийству Квантришвили пытался убедить следствие и Александр Солоник[24]. Однако позже было установлено, что Квантришвили был застрелен из снайперской винтовки киллером Алексеем Шерстобитовым по прозвищу «Лёша Солдат». Шерстобитов в прошлом служил в железнодорожных войсках, был первоклассным стрелком-снайпером[18] и знал старшего лейтенанта КГБ СССР Григория Гусятинского, который после ухода из органов стал лидером Ореховской ОПГ. Версия следствия о причастности «Лёши Солдата» была подтверждена чистосердечным признанием Шерстобитова[10].
- Одним из первых пропавших без вести криминальных авторитетов, похищение которого возложили на группировку наподобие «Белой стрелы», стал Гиви «Резаный» Берадзе, известный грузинский вор в законе Москвы. 19 мая 1993 года Берадзе уехал на своей машине «Жигули» и не вернулся: милиция позже обнаружила пустой автомобиль с ключами в замке зажигания. По показаниям свидетелей, к его дому подъехала машина с милицейской раскраской, из которой вышли милиционеры, предложив «уладить недоразумение» и отправиться в отделение милиции для решения каких-то вопросов в течение «15 минут, не больше»[6]. По другой версии, к похищению Берадзе был причастен Юрий «Гальский» Кирия, с которым у Берадзе был давний конфликт[25].
- В мае 1994 года в Бутырской тюрьме устроил «сходку» вор в законе Сергей «Сибиряк» Липчанский, пытавшийся убедить воров в законе и авторитетов заключить перемирие в связи с началом войны между славянскими и кавказскими преступными группировками. Ради этого Липчанский привёл в камеру к двум ворам в законе около 30 авторитетов. Однако всех бандитов, присутствовавших на встрече, арестовали сотрудники РУБОП. Спустя некоторое время «Сибиряк» исчез и был объявлен пропавшим без вести[26], что некоторые списывают на вмешательство «Белой стрелы»[22], а его подручный Сергей «Комар» Комаров, пытавшийся выяснить обстоятельства исчезновения, был убит[22]. Спустя два года после сходки, 6 августа 1996 года Липчанский был убит в Балашихе в разгар конфликта с преступными группировками[27].
- 14 июля 1994 года один из старейших воров в законе, Гайк Геворкян по кличке «Гога Ереванский»[10], который ещё в сталинские времена за преступную деятельность был приговорён к 25 годам исправительно-трудовых лагерей, в своём подъезде был застрелен из пистолета[1]. К гибели Гоги Ереванского была причастна Шатурская ОПГ, костяк которой составляли выпускники московской школы милиции и иные бывшие сотрудники МВД СССР и МВД РФ. Туда, в частности, входили сотрудники управления «Р» МВД РФ Али Мусаев, Эрик Колесников, Валерий «Буёк» Нестеренко, Виталий Горлов и сотрудник ОВД «Головинский» Максим Боганатов. Пресса по ошибке назвала группировку «Белой стрелой», предположив, что именно она и была причастна к убийству Квантришвили, знакомого с Геворкяном. Исполнителем был Боганатов, посредниками — эксперт-криминалист, зять начальника Московского РУВД и ещё два офицера, а заказчиками были представители чеченских ОПГ, конфликтовавшие с Гогой. Позже врачи, которые пытались спасти жизнь смертельно раненого Геворкяна, исчезли. Помимо этого была установлена причастность Шатурской ОПГ к убийству 1 октября 1996 года братьев Ильхана и Вадима Абдулиных из Сургута, торговавших наркотиками (пресса «уложила» это преступление в легенду о «Белой стреле»), и к убийству в октябре 1997 года братьев Воробьёвых, держателей «общака» Шатурской ОПГ — в обеих случаях причастным оказался Горлов, который устранил Воробьёвых по заказу Александра «Ковбоя» Жукова, а в ликвидации Абдулиных участвовал ранее судимый Алексей Алексеев[21].
- 13 сентября 1994 года на 3-й Тверской-Ямской улице в результате взрыва собственного автомобиля «Mercedes 600» погиб криминальный авторитет, лидер Ореховской ОПГ Сергей «Сильвестр» Тимофеев. В связи с тем, что у Тимофеева было много врагов среди криминальных авторитетов, дело остаётся нераскрытым до сих пор — возможными виновниками считают Квантришвили, Березовского, Длугача и Иванькова[18]. Также есть версия, что Тимофеева устранили члены Курганской ОПГ: развязав войну против чеченских ОПГ, он предложил киллерам из Кургана устранить своих противников, однако тем показалось мало предложенного вознаграждения, и они потребовали свою долю в клубе «Арлекино», а после отказа решили избавиться от бывшего «работодателя»[22]. Версия о причастности спецслужб к гибели Тимофеева опирается на факты деятельности в отношении нефти и вклада средств в иностранные банки, поскольку Тимофеев действовал не в государственных интересах, а в своих собственных[22], но её не рассматривали всерьёз, так как с учётом последовавшего всплеска преступности в Москве ликвидация «Сильвестра» не могла быть выгодной МВД[5]. В саму Ореховскую ОПГ входили как бывшие военные и сотрудники милиции и КГБ СССР, так и не имевшие подобного опыта люди, проходившие боевую подготовку у инструкторов из спецподразделений милиции или спецслужб (КГБ, ФСК, ФСБ), вследствие чего в 1990-е годы все громкие убийства, совершённые «ореховскими», стали приписывать «Белой стреле»[24].
- 19 ноября 1995 года на западе Москвы был похищен рязанский криминальный авторитет Виктор Айрапетов по кличке «Витя Рязанский», лидер Айрапетовской ОПГ. По словам охранников, на пересечении Рублёвского шоссе и Осеннего бульвара автомобиль Айрапетова блокировали две иномарки, откуда выскочили люди в балаклавах и милицейском камуфляже, показавшие охранникам удостоверения сотрудников милиции. Айрапетов был брошен в автомобиль и позже убит выстрелом в голову, а тело обнаружили в Люберцах[10]. Номера иномарок, которые запомнили охранники, действительно соответствовали номерам машин спецподразделения МВД, но милиция заявила, что машины с такими номерами были в тот день в гаражах. Исполнителями убийства оказались бандиты из Слоновской ОПГ[28][29].
- 20 ноября 1995 года в Саратове в помещении ТОО «Гроза» были расстреляны 11 человек из организованной преступной группировки «Чикуновские», которой руководил Игорь Чикунов, владелец нескольких предприятий. 14 человек играли в карты в помещении, когда туда ворвались двое киллеров в масках, за 20 секунд убив 11 человек из пистолетов ТТ и опустошив два магазина — спаслись только Александр Тормозов, Армен Авакян (ранены) и третий свидетель, чьё имя следствие не разглашало (не пострадал, но сбежал до приезда милиции). Первоначально в убийстве Чикунова обвинялись Алексей «Потап» Цыганков и Михаил Орлов из ОПГ «Чайки», которые пытались взыскать с Чикунова долг в 40 тысяч долларов. Однако в итоге 16 июля 2004 года обоих полностью оправдали[30], а 10 июля 2009 года повторное рассмотрение дела, связанное с нарушениями судебного процесса, также завершилось оправданием обоих[31]. По другой версии, бандитов расстреляли двое неустановленных сотрудников РУОПа, вследствие чего пошли слухи о причастности «Белой стрелы»[1].
- В 1996 году в Подмосковье произошла серия похищений людей, в которой обвинялись сотрудники силовых структур. Общим для всех преступлений был тот факт, что все пропавшие были членами враждующих ОПГ, а действия похитителей были в плане профессионализма очень схожи с действиями сотрудников правоохранительных органов[32]. Начальники спецподразделений МВД Чеховского и Подольского районов, а также районов Пущино и Химок, где произошли все похищения, всячески опровергали какую-либо причастность сотрудников к случившимся событиям[5].

- 21 марта 1996 года в Чеховском районе Подмосковья около 22:00 в бар «Грот» ворвались одетые в камуфляж и балаклавы люди, подъехавшие к бару на машинах типа КАМАЗ и ВАЗ-2109. Очевидцы рассмотрели у каждого на груди эмблему в виде тигра и надпись «Спецназ», а на правой руке — шеврон с надписью «Спецназ МВД РФ». Десять посетителей бара — преимущественно члены преступной группировки братьев Виктора и Дмитрия Корчагиных (в том числе криминальный авторитет по кличке Адам) — были арестованы и брошены в КАМАЗ, который скрылся. Районная прокуратура возбудила уголовное дело о похищении людей, поскольку в милицию стали поступать массовые звонки о пропавших без вести людях и о возможной силовой операции, в ходе которой эти десять человек были арестованы. Через месяц на МКАД были обнаружены четверо из похищенных, которые в отделении милиции дали смутные показания: по их словам, похитители содержали всех пленных в подвалах, не кормили и постоянно избивали.
  - В 2000 году милиция обнаружила бокс № 32 ГСК «Космос» на окраине Чехова с бетонированным полом: вскрыв пол, сотрудники МВД РФ в течение недели извлекли из-под двухметрового слоя бетона шесть трупов, которые принадлежали братьям Корчагиным и ещё четверым членам банды (Борис Шипкин, Алик Гаджикаримов, Василий Дабижа и Владимир Родин). Экспертиза установила, что всех шестерых убили выстрелами в затылок из пистолета ТТ, а затем пытались «закатать в бетон» трупы. Оперативники утверждали, что по факту похищения и убийства были задержаны действовавшие и бывшие сотрудники правоохранительных органов, чьи фамилии не разглашались. Некоторое время в убийстве всех шестерых обвиняли Геннадия Недосеку по прозвищу «Гена Большой», будущего главу Чеховского района Подмосковья, который якобы враждовал с группировкой братьев Корчагиных, но доказательств этому не было предъявлено, а сам Недосека 8 ноября 2004 года сгорел заживо в своём бронированном автомобиле. Также в качестве причины массового убийства членов банды рассматривался её давний конфликт с Подольской ОПГ.
  - По версии Николая Модестова, к похищению могла быть причастна банда вора в законе по кличке «Дока», который враждовал с братьями Корчагиными: незадолго до похищения лидеры банды встретились с несколькими лидерами противоборствующих группировок и договорились встретиться в «Гроте», где их потом и похитили. Однако прокуратура отрицала связь этого похищения с враждой между «Докой» и Корчагиными. В 2020 году расследование дела было возобновлено: в федеральный розыск был объявлен криминальный авторитет Сергей «Фил» Филатычев, которому принадлежал гараж и который мог иметь мотивы для убийства Корчагиных.

- 6 июня 1996 года в дежурную часть Подольского УВД поступило сообщение о похищении двух людей: неоднократно судимый О. Смирнов и его приятель Перцов уехали 27 мая из дома на автомобиле Isuzu Rodeo, в 19:00 были замечены на въезде в посёлок Дубровицы, где бесследно исчезли. По словам свидетелей, автомобиль окружали люди в камуфлированной форме с надписями на спине и в масках, а также с автоматами в руках. 30 июля затопленный автомобиль обнаружили в пруду недалеко от деревни Подзолово, а в салоне обнаружили следы крови. Тела мужчин обнаружили примерно в 200 м от автодороги Чехов — Чернецкое: по заключению судмедэкспертов, смерть наступила от огнестрельных ранений, а личность Смирнова в одном из погибших опознали после генетической экспертизы. Было возбуждено уголовное дело, которое так и не удалось раскрыть. В общественности сложилось мнение о том, что к этому причастны неизвестные сотрудники правоохранительных органов, совершившие самосуд. Однако правоохранительные органы Москвы и Московской области официально завили, что в тот день никаких мероприятий на территории Подольского района не проводили.
- 22 июля 1996 года похожий инцидент произошёл в Пущино, когда были похищены член одной из ОПГ по фамилии Назиров и его друг Харитонов. Любовница Назирова утверждала на допросе, что в 0:30 в подъезде на Назирова набросился мужчина в камуфлированной форме и маске на лице, который ударил Назирова автоматом на лицу, заковал его в наручники и вывел на улицу, пригрозив женщине смертью, если та позовёт на помощь. Она видела также трёх человек в камуфляже у автомобиля ВАЗ-2107, которые скрутили Харитонова и бросили в машину. Уголовное дело было возбуждено 26 июля 1996 года прокуратурой Пущино: прокуратура предполагала причастность лидера местной ОПГ, который враждовал с Назировым и Харитоновым из-за раздела территории, и даже криминальных авторитетов из Чехова и Подольского района. Люди Назирова незадолго до похищения своего лидера побывали на Молодинском кладбище в Чеховском районе, где один из могильщиков прелложил им услуги в «подзахоронении» в случае возникновения каких-либо известных проблем.
- Вечером 2 декабря 1996 года в Химках из квартиры на улице Строителей были похищены семеро человек в возрасте от 20 до 27 лет, трое из которых были членами ОПГ: все похищенные имели склонность к употреблению наркотиков. К дому подъехали два милицейских УАЗа жёлтого цвета и один зелёный УАЗ со спецсигналами и буквами БД. Выбежавшие из автомобилей люди, вооружённые автоматами и носившие камуфляж и маски, схватили всех семерых и увезли с собой, забрав автомобили похищенных — один «Мерседес» и один ВАЗ-2109. Похищенные машины были перегнаны к платной автостоянке под Рижской эстакадой в Москве: пригнавшие их люди представились сотрудниками милиции.

- Известный наркоторговец и вор в законе Павел Захаров, известный под кличками «Зверь» и «Паша Цируль», был арестован 15 декабря 1994 года главным управлением МВД России (по некоторым данным, по наводке Вячеслава «Япончика» Иванькова)[22] и помещён в Бутырскую тюрьму — формально за незаконное хранение оружия, фактически за организацию торговли наркотиками[22]. Воры в законе не только поставляли ему в тюрьму наркотики, но и добивались освобождения, подкупив следователей (тот, которому предлагали взятку, был уволен)[22]. Цируля перевели сначала в «Матросскую тишину», где ему наркотики поставлял адвокат (был осуждён), а затем и в изолятор в Лефортово, даже приставив охрану из спецназовцев, чтобы не дозволить Цирулю отдать приказ своим людям устранить одного из членов следственной группы — исполнителем должен был стать крымский киллер из ОПГ «Башмаки». 23 января 1997 года Захаров скоропостижно скончался от острой сердечной недостаточности, вызванной туберкулёзом, серьёзным заболеванием крови и разрушенным от употребления наркотиков организмом[37]. Позже появилась версия о том, что к устранению Цируля были причастны спецслужбы — «некие люди в камуфляже» якобы вывезли с его виллы, располагавшейся в посёлке Жостово, крупную сумму денег наличными (около 150 млн долларов), которые использовались якобы для покрытия расходов на операцию по устранению Захарова[22].
- 17 января 1998 года в камере «Матросской тишины» умерли Олег Нелюбин и Павел Зелянин, ключевые лица Курганской организованной преступной группировки: по официальной версии потерявшего влияние Нелюбина забили до смерти зэки, а Зелянин умер от передозировки наркотиков[38]. В прессе ходила версия, что к смерти была причастна «Белая стрела»[10], причём Нелюбин якобы собирался сообщить какую-то важную информацию на исповеди священнику[22].
- В 1999 году, по заявлению издания Life, в Москве был задержан некий гражданин Л., который въехал в машине в здание автосалона и который вёл себя крайне агрессивно. При обыске в его машине было обнаружено служебное удостоверение и несколько нелегальных образцов огнестрельного оружия, а экспертиза показала, что задержанный находился в состоянии наркотического опьянения. На допросе он внезапно заявил, что является членом «Белой стрелы» и работал в паре с неким гражданином З., который был также задержан милицией. Оба рассказывали, что получали задания от посредника, выслеживая и уничтожая своих жертв; оружие прятали в карманах на дверцах автомобилей, а взрывчатку — в багажнике или под полом. Методы ликвидации были схожи с методами, которые применяла Ореховская ОПГ: два участника выслеживали свою жертву у кафе «Санта-Фе» на Мантулинской улице, затем следовали за жертвой на автомобиле и подрезали её или устраивали ДТП. Когда их противник выходил из машины с намерением разобраться в случившемся, оба открывали огонь, уничтожая всех, кто находился в соседней машине. Оба преступника использовали машину ВАЗ-2108 цвета «мурена», которая фигурировала в ряде нераскрытых убийств. Прокуратура рассчитывала с помощью задержанных раскрыть несколько дел, однако, как писало издание Life, оба вскоре бесследно исчезли из СИЗО, хотя сотрудники изолятора уверяли, что оба задержанных были «на этапе». Показания задержанных Л. и З. наряду с показаниями многих других позволили считать, что упомянутые на допросах методы расправы, приписываемые «Белой стреле», были идентичны методам Ореховской ОПГ[39].
- 28 июля 2009 года на выходе из ресторана «Тайский слон» (дом 25 на Хорошёвском шоссе) известный вор в законе Вячеслав «Япончик» Иваньков был ранен в результате выстрела из снайперской винтовки СВД с оптическим прицелом[40] и спустя полтора месяца умер 9 октября от перитонита, вызванного ранением[41]. Убийца стрелял из припаркованной ГАЗели на противоположной стороне дороги через отверстие в тенте. Поскольку заказчика и исполнителя долго не удавалось найти, некоторые утверждали о причастности спецслужб к ликвидации «Япончика»[5]. Позже следствие установило, что организатором убийства был вор в законе Илья «Махо» Симония, в группу которого входили пять человек — перед судом в 2021 году предстали трое исполнителей (Каха Газзаев, Муртаз Шадания и Джамбулат Джанашия), а непосредственно стрелявший Астамур Бутба и его сообщник Нузгар Папава скрылись в Абхазии[42].
- В 2011 году Кемеровским областным судом в Новокузнецке были осуждены участники преступной группировки из Киселёвска, орудовавшей в 1992—2003 годах. В банде были сотрудники милиции (в том числе замначальника УВД Киселёвска и начальник криминальной милиции, полковник Александр Хибченко), её возглавлял Илья Медведев, а его помощниками были Евгений Каратаев и Сергей Борисов. Изначально «киселёвские» расправлялись с особо опасными преступниками, которых не удавалось привлечь к уголовной ответственности — многие были убиты в ходе оперативных мероприятий в отношении подозреваемых, вследствие чего по Кузбассу пошли слухи о деятельности «Белой стрелы». Позже члены банды ушли из милиции и переквалифицировались в заказные убийцы: была установлена их причастность к совершению 40 тяжких и особо тяжких преступлений (убийств с особой жестокостью и заказных убийств). Среди жертв банды — кемеровский бизнесмен Александр Гурьянов, владевший ночным клубом, казино и турагентством (убит вечером 18 ноября 1997 года в подъезде собственного дома) и начальник УВД Киселёвска полковник милиции Нурдиз Мазукабзов (убит 20 октября 2003 года у парадного подъезда своего дома). Банду раскрыли в 2005 году, арестовав троих членов группировки и получив информацию о структуре банды у одного из подозреваемых. Уголовное дело направили в 2008 году в суд: до вынесения судебного решения дожил всего 21 человек (остальные либо были убиты в перестрелках, либо покончили с собой, либо умерли). Медведев был приговорён к 24 годам лишения свободы в колонии строго режима: пожизненного заключения он избежал только благодаря сотрудничеству со следствием. Ещё 11 человек получили сроки от 10 до 25 лет (Каратаев — 25 лет, Борисов — 23 года, Хибченко — 15 лет)[43].
- Среди других криминальных авторитетов, которые умерли от болезней, были убиты или похищены при загадочных или противоречивых обстоятельствах, фигурируют также криминальные деятели Джемал «Арсен» Микеладзе-старший[44], Автандил «Квежо» Чихладзе и многие другие. Массовую гибель этих и иных воров в законе и лидеров ОПГ пресса связывала именно с действиями мифической «Белой стрелы»[6].

## Подражатели в ближнем зарубежье

### Банда Гончарова
Старший оперуполномоченный по особо важным делам УБОП Киева подполковник Игорь Гончаров, пониженный в 1994 году в должности за утерю табельного оружия и уволившийся 25 мая 1998 года из-за серьёзной травмы и разрушенной карьеры. Ещё во время работы он стал создавать преступную группировку из сотрудников милиции («оборотней в погонах»), куда вошли заместитель начальника отдела по расследованию тяжких преступлений и два сотрудника службы наружного наблюдения (подполковник и старший лейтенант), а также некто Юрий Нестеров. По мнению прессы, изначально группировка намеревалась следовать идеалам мифической «Белой стрелы», борясь против социальной несправедливости, что подтверждали личности убитых бандой — среди первых жертв было очень много мошенников, самозванцев и аферистов. Первые убийства были совершены в сентябре 1997 года — жертвы были задушены верёвкой, что было почерком банд — «оборотней в погонах».
Однако позже банда стала убивать и других людей — среди них были бизнесмен Михаил Гельфанд, некто Малюта (свидетель по двум уголовным делам) и школьный учитель Тутченко. В 2000 году Гончаров заподозрил, что банда «разрабатывается» милицией, и призвал Нестерова быть готовым к обыскам и допросам по поводу убийства Гельфанда. Но именно Нестеров и выдал всю банду летом 2002 года: членов группировки арестовали, а Нестеров сдался добровольно, раскрыв на допросах руководителю киевского УБОП Сергею Хомуле структуру банды и рассказав обо всех преступлениях. Он утверждал, что её создали «по высокому приказу для политических и экономических терактов», а после выхода Гончарова из-под внешнего контроля решили ликвидировать. Некоторые сотрудники Генеральной прокуратуры Украины полагали, что заявление Нестерова имело серьёзные основания.
13 человек из банды вместе с Гончаровым обвиняли в совершении как минимум 11 убийств (найдено 9 трупов), похищении людей (они или брали небольшие выкупы, или убивали без выкупа) и других преступлениях, а сам Гончаров пытался возложить на Нестерова ответственность и за убийство Георгия Гонгадзе. Однако Гончаров умер 1 августа 2003 года — официальной причиной считается несовместимая с жизнью травма, хотя пресса рассматривала версии от избиения до смерти сотрудниками СИЗО до попытки искусственного вызова спинального инсульта или даже смертельной инъекции, сделанной некими «покровителями» группировки, опасавшимися разоблачения со стороны Гончарова.
Нестеров до 2010 года находился под подпиской о невыезде и программе защиты свидетелей, пока его не арестовали — члены банды до ареста Нестерова вину не признавали и все свои признательные показания называли самооговором. 7 февраля 2012 года Апелляционный суд Киева приговорил двух человек к пожизненному лишению свободы, трёх к условному сроку, остальных выживших — к срокам от 10 до 15 лет тюрьмы (Гончарова признали виновным посмертно).

### Гибель криминальных авторитетов во Львове
По заявлению украинского издания «Факты», сделанному в 2002 году, группировка «Белая стрела» имела несколько отделений в бывших советских республиках, одно из которых — украинское — было причастно к ликвидации более двух десятков украинских криминальных авторитетов, многие из которых действовали во Львове. Официально прокуратура рассматривала всё случившееся как заказные убийства, однако выявить заказчиков не удавалось. Сами представители криминального подполья отрицали версию о возможном переделе сфер влияния между бандитами или о вмешательстве кавказских группировок, которые только-только обосновались на Украине: по словам авторитетов, характер стрельбы и невозможность убитых успеть отреагировать на выстрелы говорит о том, что убийцы, как минимум, проходили службу в советской армии или в КГБ. Иные источники называли организацию «Чёрной стрелой», подчинённой МВД Украины.
Считается, что спусковым крючком стало убийство 21 июня 1994 года лидера группировки «Рокс» Ореста «Завини» Завинского. Он был в упор расстрелян около многоэтажки в Левандовке на глазах у своего брата Юрия; убийцы скрылись на белой «девятке», открыв огонь из автоматов и не дав Юрию забрать раненого брата. «Завиня», сидевший в тюрьме ещё в 1980-е годы, занимался рэкетом, продажей наркотиков и угоном автомобилей. «Грязные деньги» он вкладывал в развитие частных гостиниц и львовского аэропорта, но незадолго до гибели намеревался легализоваться. В покушении подозревались кавказские ОПГ, однако те всё отрицали.
В дальнейшем «Белой стреле» приписали ликвидацию более 20 криминальных авторитетов Львова. Почти все убийства оставались нераскрытыми, хотя сотрудники милиции прибывали оперативно на места преступлений. Бывший начальник управления МВД во Львовской области Иван Митринец исключал версию о причастности «Белой стрелы» или похожих группировок, полагая, что из сотрудников внутренних органов, в худшем случае, подобным образом могли действовать только сорвавшиеся одиночки, однако народный депутат Украины Пётр Писарчук настаивал, что большинство подобных убийств «не обошлись без силовиков».

### Банда Соболевского
В августе 2002 года УВД города Астана задержало членов крупной банды из бывших сотрудников полиции, которую казахская пресса выдавала за «Белую стрелу», якобы боровшуюся против преступников путём самосуда. Банду создал в 1990-е годы подполковник полиции Евгений Соболевский, по совместительству глава 7-го управления (служба криминальной разведки) полиции города Алма-Ата и глава Южного межрегионального управления по борьбе с наркобизнесом. Во главе банды также стояли полковник КГБ СССР, военнослужащий главного разведывательного управления Минобороны РК Анатолий Адамов и безработный сержант полиции Мырзабек Абжанов. Группировка контролировала территорию от Хоргоса до Алма-Аты и Кордайского перевала; в её составе были опытные бойцы-рукопашники и стрелки (снайперы и ликвидаторы), свой видеооператор (снимал на камеру все основные деяния). Бандиты имели доступ к спецоборудованию и информации и прекрасно знали методы наблюдения, внедрения и вербовки. Банда занималась рэкетом, разбоями (выманивала конкурентов на «стрелку», по окончании которой устанавливала наблюдение за потенциальными жертвами, а затем поодиночке ликвидировала противников и облагала данью их бывших подопечных), похищениями людей и убийствами (если им не платили вовремя выкуп за похищенного человека, они убивали заложника).
Жертвами банды стали бизнесмены и банкиры, а также деятели ОПГ: среди них были директор алма-атинского АО «Пищеснабсбыт» Виталий Гауцель (убит после вымогательства бандой денег), два члена чеченской ОПГ Султан Салтыков и Магомед Дзеджиев (заказчик убийства вынужден был лично застрелить одного из чеченцев по указанию банды Абжанова) и даже капитан полиции Владимир Ли, заместитель Соболевского в управлении по борьбе с наркобизнесом (по мнению следствия, одним из первых заподозрил двойную деятельность начальника). Тела многих убитых расчленялись, останки хоронили на территории Карасайского и Жамбылского районов Алматинской области. Тех, кто пытался сбежать из банды, убивали на месте.
Информация о банде попала в руки алматинской полиции в мае 2002 года, после ареста старшины полиции Кудебаева из алматинского ЧОП «Кузет», состоявшего в банде. В ходе операции в августе 2002 года были арестованы Анатолий Адамов и его сын, бывший начальник Талгарского райотдела КГБ Казахской ССР (полковник), который ранее подозревался в убийстве главы «Казспецэкспорта» Талгата Ибраева; а также сам Соболевский, которого выдал кто-то из бандитов. Со слов одного из адвокатов, в банде было всего 11 человек, а для установления данных по всем преступлениям понадобились усилия лучших специалистов-криминалистов Комитета национальной безопасности Казахстана во главе с её председателем Нартаем Дутбаевым. По приговору суда Анатолий Адамов получил почти 25 лет тюрьмы, Абжанов — 22 года, Соболевский — 20 лет. Некоторые из осуждённых членов банды скончались в тюрьмах.

## Реальный прототип

### Преступная деятельность Тиграна Петросяна
С 1992 по 1996 годы члены банды смоленского криминального авторитета Тиграна Петросяна, фактически контролировавшего крупнейший в городе ликёроводочный завод «Бахус», были шесть раз арестованы сотрудниками Смоленского УБОПа: оперативники имели доказательства того, что ОПГ Петросяна на трассе Москва — Минск регулярно грабила фуры, в которых в Россию ввозились спиртные напитки и аудио-видеотехника, убивала водителей и сжигала их тела, а добычу реализовывала. Петросян, работавший охранником фирмы «Катран», был арестован милицией при налёте на эту фирму, однако следователь областной прокуратуры Сергей Колесников, который был покровителем Петросяна, не нашёл состава преступления в действиях Петросяна и отпустил его. Подобные случаи повторялись неоднократно несмотря на то, что у Петросяна при обыске находили огнестрельное оружие, на хранение которого Петросян прав не имел.
В 1998 году Колесников ушёл из органов и занял руководящую должность в «Бахусе», а позже был избран в Смоленскую областную Думу и возглавил комиссию по законности и правопорядку. В конце того же года исчезли бесследно двое подручных Петросяна — Игорь Нилов и Юрий Трусов, также пропали ещё двое криминальных авторитетов — Сергей Волков и Андрей Новиков. Изначально ходила версия об очередных бандитских разборках и переделе зон влияния, но позже в Смоленске стали чаще заявлять, что исчезновение связано с деятельностью таинственного карательного подразделения «Белая стрела». Через несколько дней после исчезновения Трусова и Нилова предприниматель Андрей Халипов, задержанный за незначительное правонарушение, написал заявление в милицию о том, что к исчезновению и гибели подручных Петросяна причастна милиция, а именно начальник Управления по борьбе с организованной преступностью по Смоленской области (Смоленского УБОПа) подполковник милиции Александр «Лом» Ломтиков (допрос Халипова вёл следователь Смоленской областной прокуратуры, ветеран войны в Афганистане и бывший военнослужащий ВДВ Валерий Ивченков). Петросян долгое время вёл безуспешную борьбу против Ломтикова: попытки договориться с милицией проваливались, а на устранение лидера Петросян пойти не мог. Пытаясь избежать разгрома своей группы, он завербовал двух оперативников УБОПа Киланова и Мамотенко: их должны были арестовать по подложному делу, а на допросе они бы оговорили Ломтикова.

### Ход уголовного дела
В марте 1999 года по наводке Петросяна были арестованы 12 человек, включая Ломтикова. Петросян утверждал, что решил остановить «милицейский беспредел Лома» и «эту машину смерти», а его помощник Сергей «Десантник» Шкуратов публиковал в СМИ информацию о том, что Ломтиков занимался поборами с бизнесменов и лично убивал авторитетов. Помимо Ломтикова, среди арестованных оказались заместитель начальника СОБР УБОП по Смоленской области Попов, командир технического отделения УБОП по Смоленской области майор милиции Александр Железняков, оперативники УБОП Залесский и Камбузов, а также начальник службы безопасности городского рынка «Заднепровье», глава ЧОП «Альфа-Зенит» Алексей Конарев (ветеран ВВС СССР, участник войны в Афганистане и ликвидации Чернобыльской аварии).
Всем арестованным предъявили обвинения в создании группировки, которая в течение нескольких лет совершила 14 убийств в Смоленске, Москве и других городах. По данным следствия, Ломтиков и Попов отчаялись из-за невозможности привлечь преступников к уголовной ответственности из-за их влияния и бюрократическим проволочек, несмотря на постоянное наблюдение УВД, ФСБ и УБОПа Смоленска. В конце 1995 года была сформирована милицейская «группировка», название для которой якобы придумал Ломтиков — «Белая стрела». В группу вошли ещё семь офицеров смоленской милиции. По словам одного из следователей, с 1996 по декабрь 1998 года оперативники «убивали людей, которые не могли быть преступниками, поскольку не было обличающих их материалов». В частности, среди их жертв — главарей и членов преступных группировок — фигурировали некие Ширинов (убит в июне 1996 года), Курбанов, Журов и Фёдоров (убиты в 1998 году). Усталость жителей Смоленска от бандитского беспредела вызвала с их стороны сочувствие задержанным, в поддержку которых у здания прокуратуры они проводили пикеты и митинги — общественность считала, что ликвидация Курбанова и Журова, которые с 1994 года занимались угоном автомобилей из Германии и перепродажей в Москве, рэкетом, торговлей оружием и наркотиками, является необходимой для обеспечения безопасности в городе. Более того, группе Ломтикова и приписали похищение и убийство Трусова и Нилова — труп Трусова якобы растворили в кислоте, а Нилова безуспешно пытались сжечь.

### Развал дела
Через месяц после написания заявления Халипов внезапно отказался от своих показаний, заявив, что заявление было написано им под пытками и угрозами. Следователи не обращали внимания на то, что на его лице были кровоподтёки, а пальцы рук распухли. По словам Халипова, его избивали и пытали, угрожая изнасиловать жену, убить ребёнка и предоставить видеодоказательства случившегося, если он не оговорит милицию — у себя дома он дал показания под запись на видеокамеру о том, что показания против «Белой стрелы» были выдумкой. Вскоре Халипова взяли под охрану после того, как прокатились слухи о том, что его собираются убить.
Заявления прокуратуры о причастности милиционеров к убийствам в Москве ещё в феврале 1999 года поставили под сомнение сам факт законности и разумности обвинений. Заместитель начальника ГУВД по Смоленской области полковник милиции Александр Пантухов предоставил прокуратуре доказательства невиновности оперативников, среди прочего подтвердив, что обгоревшие останки мужчины и вещи, найденные в пригородном лесу, которые прокуратура определила как относящиеся к Нилову, не имеют к последнему никакого отношения, поскольку спустя месяц после этого работавшие под прикрытием милицейские агенты видели Нилова в Германии. В свою очередь, прокурор Смоленской области Виктор Заболоцкий во время интервью одной из крупных газет Смоленской области заявил, что на следствие оказывается давление, а сам он получал угрозы, намекая на Пантухова. Пантухов неоднократно выражал недовольство тем, как шёл процесс: по его словам, в июле 1999 года были арестованы подручные Петросяна Шкуратов и Ручкин, у которых изъяли оружие и боеприпасы, а позже под арест был помещён и некто Войнов. Однако вскоре заместитель областного прокурора Петухов встретился с Петросяном и позже немедленно освободил задержанных: Шкуратов подался в бега и был объявлен в федеральный розыск, а Войнов был освобождён под ответственность Петухова и был увезён в неизвестном направлении.
Пантухов обратился к СМИ с предложением провести совместное расследование, и собранные местными независимыми журналистами факты подтвердили изложенное Пантуховым, хотя прокуратура решительно отказалась признать журналистские материалы. Сами журналисты, сделавшие попытку опубликовать полученные сведения, стали получать от неизвестных лиц телефонные звонки с угрозами физической расправой, а двое подверглись избиению. Кроме того, обсуждение данных событий СМИ пошло на спад после интервью начальника следственного отдела прокуратуры Смоленской области Михаила Люксембурга газете «Смоленские губернские ведомости», заявившего, что СМИ «не туда полезли».
Направленная в срочном порядке на место событий в Смоленск бригада следователей Генеральной прокуратуры Российской Федерации заявила о некачественном проведении расследовании и пришла к выводу, что ряд сотрудников прокуратуры оказывали услуги группировке Петросяна. Новая следственная бригада заключила, что задержанные не причастны к совершению преступлений. В мае 2000 года представители Главного управления по организованной преступности МВД России выступили с заявлением о том, что хотя заместитель генерального прокурора Василий Колмогоров утвердил обвинительное заключение в отношении обвинявшихся по делу «Белой стрелы», тем не менее, само дело являлось сфабрикованным, а оперативно-следственные мероприятия проводились предвзято.
Корреспондент газеты «Московский комсомолец» Олег Фочкин писал о наличии доказательств того, что часть показаний, составивших обвинение, были даны после пыток и физического насилия, а несколько свидетелей утверждали, что участники группы Тиграна потребовали оговорить сотрудников УБОПа. Летом того же года комиссия Главного контрольного управления Администрации Президента после инспекции в области добилась увольнения областного прокурора и судьи, поскольку были выявлены множественные нарушения, которые негативно влияли на экономическую и социально-политическую жизнь Смоленской области.
11 июля 2000 года Сергей Колесников и его водитель были расстреляны в автомобиле на шоссе Москва — Брест (365-й километр трассы Москва — Минск): ходили слухи, что покушение было актом мести «Белой стрелы». Задержаны были Владимир «Крымский» Девятов и Игорь Полубок из Винокуровской ОПГ, лидер которой — Владимир Винокуров, в своё время «крёстный отец» Петросяна, боролся за сферы влияния в Смоленской области.

### Закрытие дела и судьба некоторых обвиняемых
Ночью 8 июня 2000 года в Смоленске на территории автоколонны № 1507 трое неизвестных на автомобиле ВАЗ-2106 открыли огонь по другой «шестёрке», в которой находился Тигран Петросян: в результате нападения погиб водитель Александр Шевцов, а Петросян, получив касательные ранения в руку и ягодицу, спасся. Опасаясь, что подобное может повториться, он переехал в Москву и сменил фамилию на Олевский. В конце октября он пришёл в ЦРУБОП и сознался в фабрикации уголовного дела и ложном доносе, утверждая, что устал прятаться от конкурентов из криминального бизнеса и от милиции.
5 ноября того же года неизвестные у дома 3 по улице маршала Катукова расстреляли Петросяна из пистолетов-пулемётов типа «Скорпион»: было сделано 18 выстрелов, 5 пуль попали в голову. Преступники сели в автомобиль и скрылись. Хотя следствие во главе с прокурором Северо-Западного округа Ринатом Юркулиевым отнесло преступление к заказным убийствам, установить исполнителей и заказчиков не удалось. Была предпринята попытка связать это с деятельностью пресловутой «Белой стрелы», якобы мстившей за ложный донос, однако в связи с тем, что дело Смоленского УБОП имело гриф «секретно», объединить дела не удалось, а возражавшего Юркулиева позже отстранили от расследования. Вдова Наталья была убеждена, что Тиграна «выманили» на встречу из квартиры в Москве, проследили до дома и затем разработали план покушения.
22 ноября 2000 года в отношении семерых милиционеров уголовное дело было прекращено за недоказанностью вины, хотя под стражей остались Ломтиков и ещё два человека. Вторая бригада следователей из Москвы вернулась домой, поскольку прокуратура Смоленской области сделала вывод об «отсутствие достаточной компетенции при проведении следственных действий» у её членов. В начале 2001 года, уже после смерти главного свидетеля обвинения Петросяна, уголовное дело «Белой стрелы» было окончательно закрыто Генеральной прокуратурой Российской Федерации, и все обвинявшиеся сотрудники милиции выпущены на свободу. Прокурор по делу Валерий Ивченков стал жертвой покушения 18 июня 2007 года возле гаража на улице Рыленкова: неизвестный расстрелял его из пистолета калибра 9 мм, а Ивченков скончался почти через двое суток.
- Александр Пантухов, который защищал обвиняемых сотрудников УБОП, был уволен из органов и отправлен на пенсию. Предпринял попытку объединить отставных силовиков и ветеранов ГУВД и создать частное охранное предприятие[62]. 21 марта 2002 года Пантухов был расстрелян неизвестными, когда совершал пробежку у дома — среди версий фигурировали заказное убийство, к которому мог быть причастен зять Пантухова Дмитрий Прудников, входивший в одну из смоленских ОПГ, возможное участие Пантухова в выборах депутатов областной думы и месть со стороны тех, кто вёл дело «Белой стрелы»[64].
- Александр Железняков, который в январе 1999 — феврале 2001 года находился в заключении, вернулся в милицию и продолжил службу в Смоленском ОМОНе. 13 сентября 2003 года Железняков был убит в результате покушения на улице Кирова; находившаяся рядом с ним женщина была ранена. На месте были найдены восемь автоматных гильз и две пистолетные[22]. Среди версий убийства рассматривались служебная деятельность и возможная месть, связанная с делом «Белой стрелы»[62]. Автомобиль киллеров Audi 80, на котором они приехали, был обнаружен в пригородной зоне возле хранилища ТЭЦ: машину сожгли[22].
- Александр Ломтиков, обвинявшийся непосредственно в организации «Белой стрелы», был освобождён 20 февраля 2001 года под подписку о невыезде[68]. Позже он стал начальником криминальной милиции ГУВД по Смоленской области и в дальнейшем занимался расследованием убийства Пантухова[64].
- Алексей Конарев, частное охранное предприятие которого «Альфа-Зенит» пытались выдать за прикрытие «Белой стрелы», продолжил работу в охранном предприятии. 31 октября 2004 года на 423-м километре федеральной трассы Минск — Москва, недалеко от деревни Архиповка (Смоленский район) автомобиль «Лада-2110», в которой ехали отец Алексея, военный пенсионер Виктор Конарев, и водитель-охранник Виталий Иванов, был обстрелян из автоматов. В результате погибли Иванов и пассажир — заместитель командующего дальней авиацией ВВС РФ генерал-майор Константин Дементьев. Следствие предположило, что возможными целями обстрела были именно спутники генерала — киллеры могли по ошибке решить, что в машине находится Алексей Конарев[63].

## Мнения о реальности существования и деятельности
А. А. Максимовым выдвигались шесть основных версий о том, может ли существовать подобная спецслужба при государственных органах Российской Федерации, а если и существует, то как она работает.
1. Организация не существует, однако существует программа ликвидации особо опасных криминальных авторитетов и воров в законе или же некий моральный идеал, которому следуют определённые оперативники.
2. Организация существует и была создана по распоряжению руководства страны во избежание проникновения преступников в органы власти.
3. Существует или проект организации, или неоформленная идея: они могут быть реализованы по распоряжению «сверху» в случае, если ситуация будет развиваться по худшему сценарию.
4. Организация не существует, и все разговоры о ней — лишь редкие заявления и мысли сотрудников спецслужб, которые мечтают отомстить бандитам за всех сослуживцев, погибших при исполнении служебных обязанностей.
5. Организация не существует, а разговоры о ней — дезинформация, которая направлена на то, чтобы запугать бандитов и криминальных авторитетов, а простых людей обнадёжить и внушить последним веру в сотрудников внутренних органов.
6. Организация существует, однако намеревается не только покончить с преступностью, но и легализоваться в российской политике в будущем.

Кандидат юридических наук, адвокат В. М. Карышев, называющий себя «адвокатом мафии» и «бандитским адвокатом», утверждает, что «Белая стрела» существовала, но не в той форме, в какой её привыкли воспринимать в обществе. По его словам, ему приходилось защищать сотрудника милиции, который незаконно задержал двух киллеров, пытавшихся убить владельца казино — тот якобы занимался преступной деятельностью; а позже сотрудники ФСБ потребовали от милиции освободить киллеров, поскольку те были их сотрудниками, действовавшими под прикрытием — якобы членами той самой «Белой стрелы». По наиболее популярной версии, приводимой Карышевым, костяк группировки составляли сотрудники Седьмого управления КГБ СССР (неких подразделений «В» и «С»), которые якобы объединялись в мобильные группы и внедрялись в преступную среду, выдавая себя за рядовых боевиков. Миф о «Белой стреле» как о всемогущей организации, способной расправиться с преступностью, возродился после того, как президентом стал Владимир Путин, служивший в КГБ СССР. Более того, в российском обществе сохраняются настроения в поддержку всех, кто считает справедливым с морально-этической точки зрения ликвидацию подозреваемых в организации преступных группировок без применения действующих законов об оперативно-розыскных мероприятиях.
Писатель-криминолог Николай Модестов в книге «Москва бандитская» писал, что рождение мифа о существовании спецподразделения, которое расправлялось с преступниками без суда и следствия, было отчасти спровоцировано многочисленными разборками между мафиозными кланами «со стрельбой, взрывами и поножовщиной», которые, по мнению Модестова, нанесли всем ОПГ «гораздо больший урон, чем действия всех государственных силовых структур вместе взятых». В реальность существования «Белой стрелы» уверовали как воры в законе, так и менее известные криминальные авторитеты и рядовые боевики. Так, некоторые из задержанных преступников со всей серьёзностью уговаривали сотрудников МВД связаться с руководством «Белой стрелы», чтобы та расправилась с какой-то конкретной группировкой, и готовы были даже дать милиционерам все необходимые наводки на «жертв». Модестов, ссылаясь на начальника отдела прокуратуры Московской области Алексея Титова, объяснял наличие милицейского снаряжения у участников похищений людей в Подмосковье в 1996 году тем, что милиция попросту использовалась «втёмную» преступниками для задержания лидеров враждебных или конкурирующих ОПГ (с похищенными бандиты расправлялись уже сами, без привлечения правоохранительных органов). Причины участия силовых органов в таких операциях крылись в бедственном положении сотрудников милиции, которые получали мизерную по тем временам зарплату. Криминальные авторитеты предлагали милиционерам более выгодные трудовые соглашения, формально сводившиеся к охране конкретных лиц и сопровождения ценных грузов (в том числе крупных денежных сумм). Иногда сотрудники силовых структур знали, кто именно предлагает им контракт, однако вынуждены были закрывать глаза на фактическое сотрудничество с организованными преступными группировками, чтобы просто не остаться без средств к существованию.
Писательница Екатерина Останина утверждает, что предпосылками появления мифа о «Белой стреле» стали публикации журналистов в 1990-е годы об «институте киллерства» в России и их классификации. Профессиональными киллерами, по мнению журналистов, могли быть кадровые офицеры МВД или КГБ, которые после распада СССР стали востребованы — совершённые ими убийства не раскрывались. Образ киллера при этом стал романтизироваться и идеализироваться, а институт наёмного убийства — оправдываться. Киллеров в народе прозвали «чистильщиками», полагая, что именно они способны очистить общество от «паразитирующих» криминальных авторитетов и продажных бизнесменов, чья вина во многих экономических преступлениях, случившихся на волне реформ, была очевидна. По мнению Останиной, миф был рождён постоянным страхом, бессилием и даже завистью, а в обществе сложилось упорное мнение, что среди бывших сотрудников органов, ставших киллерами, обязательно должны были остаться те, кто сохранил понятие о чести и справедливости и кто продолжает вести тайную борьбу против преступности её же методами.
Депутат Московской городской думы и заместитель председателя комиссии Думы по безопасности Сергей Гончаров в интервью от 25 апреля 2008 года говорил, что не может подтвердить или опровергнуть факта существования «Белой стрелы», однако признал высокую степень криминализованности общества и заявил, что ряд чиновников в прошлом сотрудничал с преступниками и получал от них взятки в обмен на покровительство криминалу. По мнению Гончарова, радикальные методы борьбы, которые характерны для «Белой стрелы», не могут быть оправданы в правовом государстве, но могут найти обоснование в России. В 2016 году Юлия Латынина в эфире передачи «Код доступа» на радиостанции «Эхо Москвы» предположила, что к созданию «Белой стрелы» и её управлению могли быть причастны министр внутренних дел в 1999—2001 годах, генерал-полковник Владимир Рушайло и его помощник, сотрудник 9-го управления КГБ СССР, полковник ФСБ Эдуард Буданцев. Рушайло, по её словам, с помощью этой организации «громил весь российский криминал» и «реально вычистил Россию, прежде всего, от чеченских группировок», а Буданцев сочетал в себе качества и возможности Джеймса Бонда и Александра Солоника.

## Явление в культуре

### Фильмы
- «Шизофрения» (1997) — главный герой, Иван «Немой» Голубчик (Александр Абдулов), вынужден был начать сотрудничество с органами госбезопасности в обмен на сохранение жизни, поскольку ранее сел в тюрьму за убийство генерала КГБ. По словам Александра Абдулова, в основу сюжета фильма легла история, рассказанная ему неким криминальным авторитетом. Консультантом фильма выступил генерал А. В. Коржаков, что, по мнению В. М. Карышева, может говорить о реальности событий, составивших всю фабулу[2].
- «Белая стрела» (2007) — главный герой, Николай Балакирев (Владислав Юрчекевич) намеревается отомстить за свою убитую сестру, однако его опережают неизвестные люди в масках, устраивающие самосуд над убийцей (равно как и над другими преступниками) и оставляющие на месте расправы визитную карточку с изображением белой стрелы[75].
- «Деточки» (2013) — роль группировки вигилантов играет банда подростков-детдомовцев «Деточки», которые расправляются с преступниками, не полагаясь на защиту государства. Детдомовцы носят худи с чёрными капюшонами и вооружены ножами. Среди преступников, против которых те борются, фигурируют и педофилы, и наркодилеры, и взяточники[76].

### Телесериалы
Упоминания о существовании организаций наподобие «Белой стрелы», а также расследования убийств, совершённых такими группами или приписываемых им, встречаются в телесериалах «Бригада» (12-я серия), «Бандитский Петербург. Фильм 4. Арестант», «След» (спецпроект «След-52», 6-я серия «Белая стрела»), «Ментовские войны» (сезон 4, четырёхсерийный фильм «Золотая стрела»), «Последняя статья журналиста» (10-я серия), «Убойная сила» (сезон 4, фильм «Последний причал»), «Улицы разбитых фонарей» (1-й сезон, серия «Инстинкт мотылька»), «Крот» (9-я серия), «Шеф» (сезон 6, 3-я и 10-я серии), «Невский» и других.
Вместе с тем российскими телеканалами были показаны два телесериала, главные герои которых — сотрудники органов внутренних дел, которые следуют идеологии «Белой стрелы», невзирая на возможные последствия в виде уголовного преследования:
- «Белая стрела. Возмездие» (2015, также известен как «Полёт Белой стрелы») — сериал о группе из трёх оперативников, объединившихся ради ликвидации преступников без суда и следствия[82]. Особого успеха на российском экране этот телесериал не снискал[81].
- «Меч» (два сезона, 2009—2010 и 2014) — двухсезонный телесериал Рен-ТВ и НТВ, главными героями которого являются бывшие сотрудники правоохранительных органов и военнослужащие, которые ведут борьбу против преступников, ушедших от правосудия (наркоторговцы, педофилы, насильники и т. д.). Оперативники противостоят фактически не только криминальному миру, но и правоохранительным органам, расценивающим их действия как самосуд[83]. Второй сезон сериала вышел на экраны во многом благодаря успеху первого, однако критики отмечали, что авторы «играют сами с собой в поддавки», пытаясь выдать желаемое (идею сериала) за действительное[81].

### Книги и научные статьи
- Карышев В. М. Русская мафия, 1988-2005. Криминальная хроника новой России. — М.: Эксмо, 2005. — 540 с. — ISBN 5-699-09867-4.
- А. М. Киселёв, М. В. Киселёв. Пятидесятилетний путь развития института государственной защиты свидетелей в мире и пути его реализации в уголовно-исполнительной системе Российской Федерации // Человек: преступление и наказание. — 2019. — Т. 27 (1—4), № 2. — С. 190—198. — doi:10.33463/1999-9917.2019.27(1-4).2.190-198.
- Максимов А. А. Российская преступность: Кто есть кто. — М.: Эксмо-пресс, 1998. — 452 с. — ISBN 5-04-000405-2.
- Модестов Н. С. Москва бандитская-2. — М.: Центрполиграф, 1997. — 400 с. — 500 000 экз. — ISBN 5-218-00519-3.
- Останина Е. А. Криминальные кланы. — Litres, 2018. — (Колесо фортуны). — ISBN 9785457216709.
- Черных И. А. Глава 14. Расследование убийства В. Ивченкова // Афган: чёрные волки. Воспоминания русского разведчика: основано на реальных событиях. — М.: «Союз ветеранов Афганистана Герат — Баграм», 2013.

### Пресса
- Александр Асадчий. Пуля догнала «Белую стрелу» // КоммерсантЪ. — 2003. — 16 сентября (№ 167).
- Александр Асадчий, Фёдор Максимов. «Убить меня несложно» // КоммерсантЪ. — 2002. — 22 марта (№ 49).
- Александр Жеглов, Степан Кривошеев. «Белая стрела» продолжает полёт // Сегодня. — 2000. — 9 ноября (№ 250). Архивировано 23 марта 2007 года.
- Александр Иванов. Смоленские разборки дошли до президента // КоммерсантЪ. — 2000. — 9 июня (№ 103).
- Владимир Уткинов. Миф о «Белой стреле» // Общая газета. — 2000. — 18 мая (№ 20). Архивировано 29 сентября 2000 года.
- Олег Фочкин. Контрольный выстрел в глаз // Московский комсомолец. — 2000. — 11 ноября (№ 21554). Архивировано 2 июля 2019 года.
- Кто казнил криминального авторитета? // Труд. — 2000. — 13 ноября (№ 211).